# Autocostruzione (architettura)

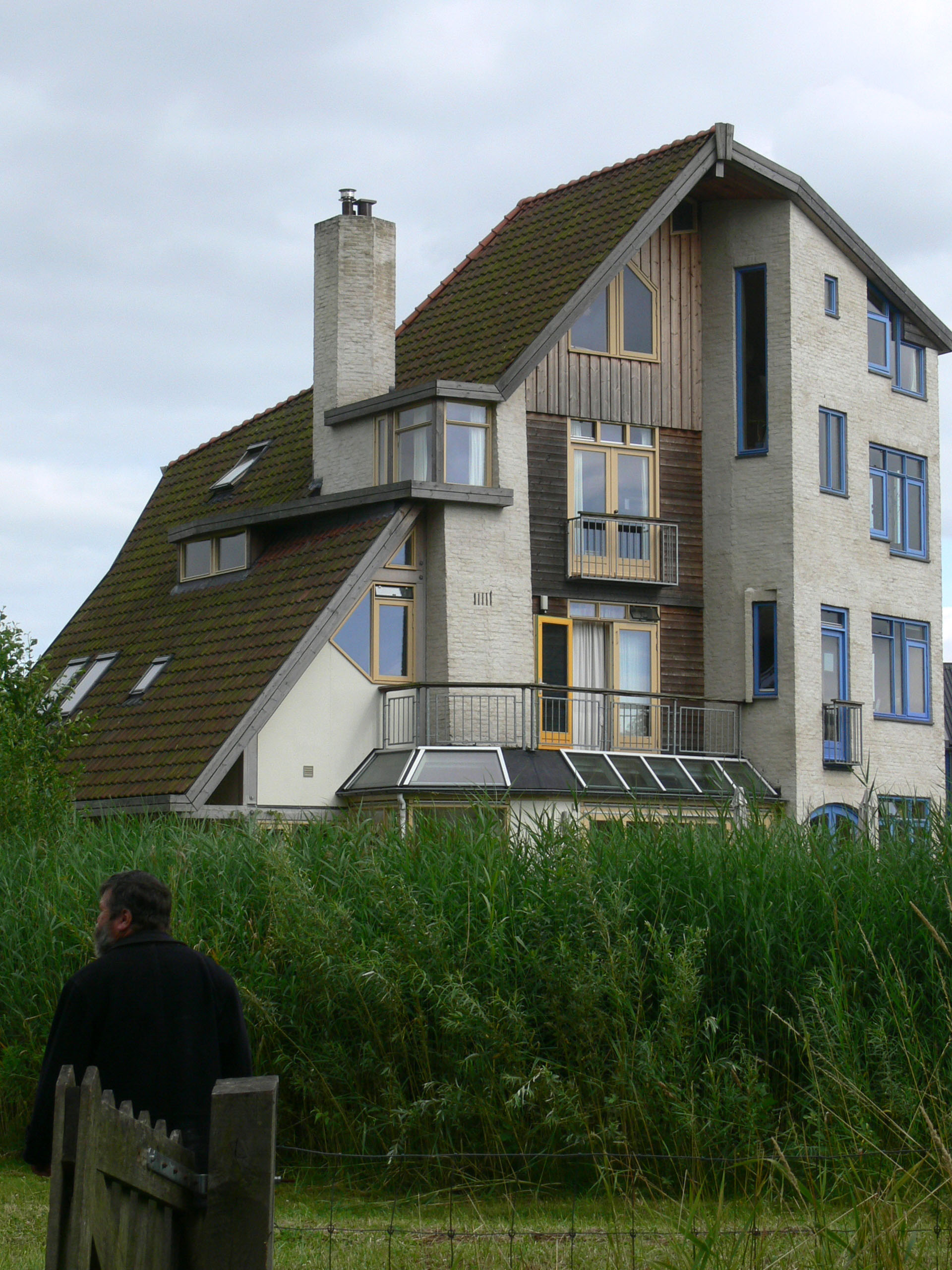
Casa autocostruita nell'eco-quartiere EVA-Lanxmeer (Paesi Bassi)

Con il termine autocostruzione nel campo dell'architettura si indicano le strategie per sostituire con operatori dilettanti le imprese che, in una struttura produttiva evoluta, si occupano normalmente della realizzazione dell'edificio per conto dei suoi futuri utenti.

## Motivazioni
Le motivazioni sulle quali si basa la pratica dell'autocostruzione sono piuttosto variegate; gli utenti infatti possono autocostruire abitazioni individuali o edifici di uso collettivo per una vasta gamma di ragioni tra le quali:
- dotarsi di una abitazione a un prezzo molto contenuto;
- creare un ambiente abitativo adatto a particolari esigenze dell'individuo e della sua famiglia;
- elaborare uno stile architettonico e di vita più personale;
- vivere in una casa che non ci si potrebbe permettere di acquisire sul mercato convenzionale;
- motivazioni etiche incentrate sulla ricerca dell'autonomia e sulla volontà di uscire dal sistema commerciale e, a volte, sulla riappropriazione di tecniche tradizionali. Autocostruttori con queste motivazioni tenderanno ad utilizzare tecnologie semplici e facilmente reperibili in loco;
- motivazioni etiche che possono riguardare l'ecologia, il rispetto della natura o l'attenzione al riciclo e al riuso di materiali. Autocostruttori con questo tipo di motivazioni saranno presumibilmente disponibili all'utilizzo di tecnologie avanzate e/o sperimentali.
- motivazioni etiche che possono riguardare l'integrazione di gruppi svantaggiati come rom e sinti, che, responsabilizzati nella costruzione delle proprie abitazioni superano la logica assistenzialista e ghettizzante dei campi nomadi comunali, con conseguente consistente risparmio economico per le Amministrazioni Locali.

## Diffusione
L'autocostruzione delle abitazioni è una pratica corrente nei paesi in via di sviluppo oltre che in alcuni paesi industrializzati come gli Stati Uniti e i Paesi Bassi; nei paesi ricchi è più o meno strettamente regolamentata. A volte l'autocostruzione viene praticata nell'ambito di determinate comunità di tipo religioso (es. Mormoni) o ideologico (es. ecovillaggi).
Essa può organizzarsi geograficamente in quartieri o piccole città; le bidonville sono una di queste forme.
Alcune ONG, associazioni o pubbliche amministrazioni, a volte in collaborazione con operatori economici quali produttori o commercianti di materiali edilizi, sostengono a vario titolo l'autocostruzione, ad esempio redigendo manuali operativi destinati agli autocostruttori..

## Tipologie di autocostruzione

### Tradizionale

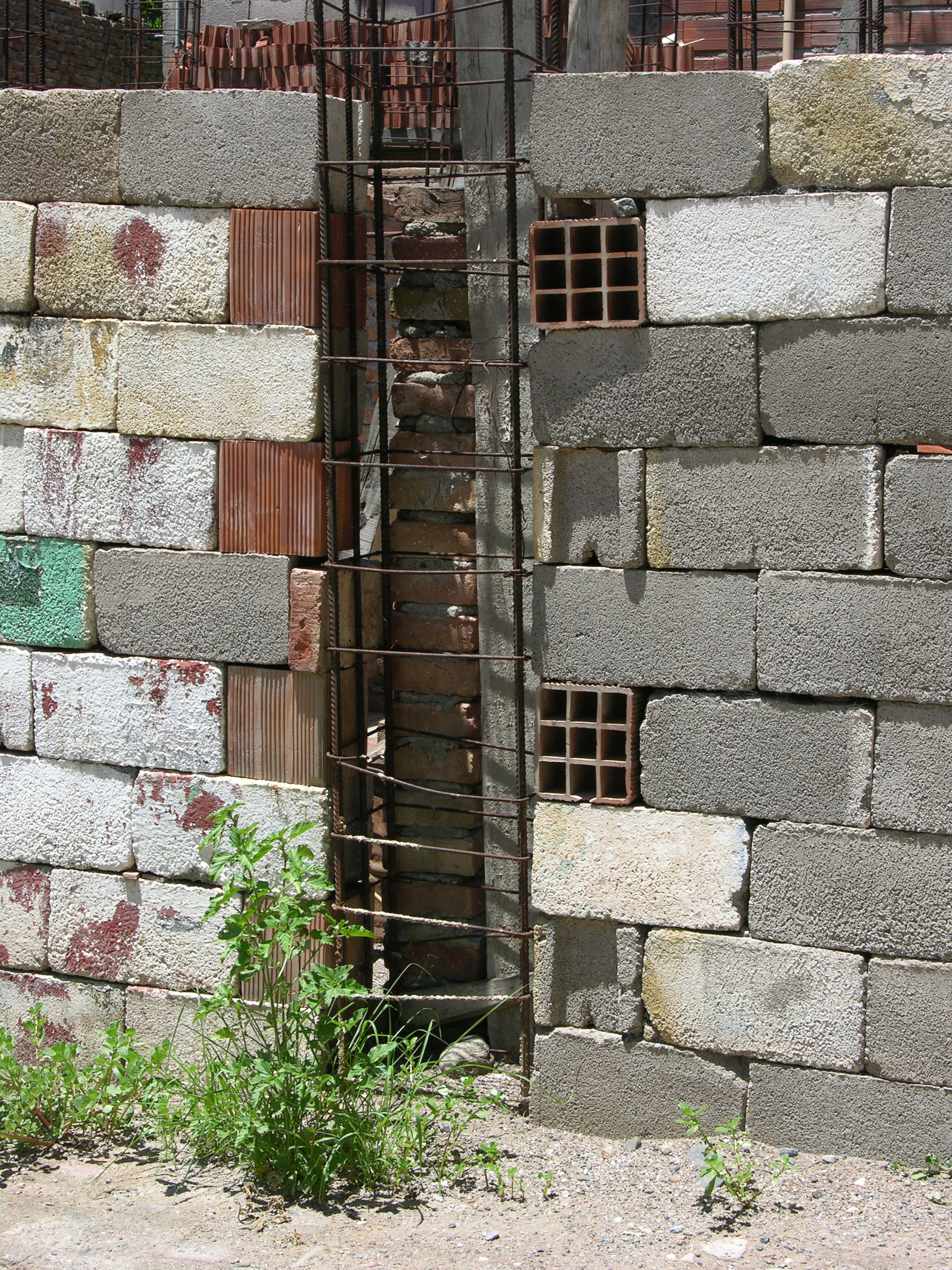
Reinterpretazioni del calcestruzzo

A partire da tempi remoti gli abitanti di villaggi o quartieri urbani periferici si mettono a lavorare per costruire autonomamente le case di cui hanno bisogno; le collettività isolate o marginali inoltre spesso realizzano grazie al lavoro volontario dei residenti edifici di interesse comune. L'apporto di lavoro non retribuito è in questi casi motivato da una relativa scarsità di risorse finanziarie, cui in generale corrisponde un limitato livello di organizzazione o specializzazione della struttura produttiva locale. La tecnologia è di solito derivata, senza particolari attenzioni, dal contesto storico e geografico che accoglie la costruzione.
Poiché le tradizioni sono fortemente radicate nei luoghi, la persistenza delle tecnologie costruttive viene vista come difesa dei caratteri distintivi di una cultura. Spesso però i costruttori dilettanti riproducono la brutta copia di tecnologie pensate e funzionali per sistemi produttivi ricchi ed evoluti, come nel caso delle periferie metropolitane nei paesi in via di sviluppo dove baracche auto-costruite si ammassano in quartieri malsani. Il beneficio sociale di questo modo di auto-costruire popolare o spontaneo è quello di facilitare risposte rapide ai bisogni di persone particolarmente disagiate. I costi sono non solo livelli di inquinamento e degrado spesso insopportabili ma anche l'accettazione passiva dei processi di colonizzazione culturale impliciti nella adozione di una tecnologia. Una attenta analisi del processo produttivo rende evidenti le contraddizioni economiche e ambientali su cui queste esperienze sono fondate: lamiere metalliche che si infuocano sotto il sole dei tropici, strutture portanti costruite dopo i tamponamenti portati, eccetera.

### Innovativa
Un simmetrico modo di intendere l'auto-costruzione riguarda il coinvolgimento dei progettisti nella realizzazione effettiva del progetto o del prototipo. Per i ricercatori l'oggetto dell'indagine e dell'innovazione è proprio la tecnologia, impiegata tanto nel progettare quanto nel costruire; tecnologia che viene estrapolata dal consolidato rapporto tra discipline e specializzazioni per tentare di renderla più appropriata in termini sia ambientali sia antropologici.
Il riferimento di quanti operano per integrare ricerca e sperimentazione, ovvero progetto e costruzione, si può considerare Richard Buckminster Fuller, adottato come maestro dai movimenti giovanili degli anni sessanta e settanta che hanno costruito ed abitato le geodetiche. Più recentemente il testimone dell'auto-costruzione è stato raccolto da Shigeru Ban, che va a realizzare abitazioni temporanee con tubi di carta riciclata in zone colpite da calamità naturali o invita gli studenti a costruire gusci sottili con stecche di bambù.
Michael Winestock nella Architectural Association School oppure i Nox con le loro opere-manifesto costruite in prima persona, intendono offrire nuove prospettive circa le relazioni tra geometria e materiale, tra modello virtuale e modello fisico, ovvero tra progetto e costruzione. Anche perché oltre all'intenzione dei progettisti, stanno cambiando gli strumenti tanto del pensiero quanto dell'azione tecnologica. Una macchina a controllo numerico, capace di eseguire un disegno digitale, è uno strumento del progetto o della produzione? Non è certo la proprietà o la localizzazione della macchina a definirne il significato. Certamente il confine del progetto tende a spostarsi di molto nel campo tradizionalmente assegnato alla produzione.

### Guidata
Se l'autocostruzione applicata in modo innovativo non nega un preciso rapporto con un progetto iniziale anche in fase esecutiva può rendersi necessario che qualcuno, tecnicamente più esperto degli autocostruttori, li guidi e li assista nel cantiere. Non si tratta in questo caso della riproposizione della classica figura del capocantiere, che d'altra parte gli autocostruttori stessi vivrebbero probabilmente come una imposizione esterna, ma di una sorta di consigliere che sappia integrarsi efficacemente nel gruppo.
Il suo ruolo non potrà evidentemente essere di natura puramente tecnica, ovvero quello di fornire consigli per una più spedita esecuzione dell'opera in corso di realizzazione, ma dovrà anche quello di fare da tramite tra il gruppo e il progettista in modo da rendere l'esperienza dell'autocostruzione arricchente per tutti.
La competenza tecnica non potrà di sicuro mancare ma dovrà essere affiancata dalla capacità di partecipare alla fatica e alle motivazioni comuni e da quella di comunicare con il gruppo e di comprenderne le dinamiche interne.

### Utopistica
Alcune esperienze hanno tentato di coniugare l'autocostruzione legata alla tradizione con quella protesa all'innovazione. Il Rural Studio attraverso una presenza continua nel tempo ha offerto una risposta qualificata al processo di abbandono e degrado cui sembrava condannata una comunità afro-americana dell'Alabama. Così come la Ciudad Abierta a Valparaíso (Amereida) ha perseguito, sempre in un arco di molti anni, la realizzazione di un'utopia progettuale e costruttiva, offrendo ai progettisti/costruttori l'opportunità di una ideale rinascita. In questi due ultimi esempi sono i significati simbolici dell'auto-costruzione che diventano predominanti evocando la liberazione dai vincoli del capitalismo, la costruzione di una maggiore solidarietà tra gli uomini, una condizione di vita in armonia con la natura, il sentirsi artefici di un nuovo inizio. Economisti come Amartya Sen, Jeremy Rifkin e Muhammad Yunus, architetti come Peter Eisenman o James Wine, narratori come George Lucas e Gabriel García Márquez esprimono tutti l'urgenza di un nuovo approccio al mondo e alla vita, una voglia di ricominciare da capo, la ricerca di un punto di fusione tra passato remoto e futuro prossimo.

### Didattica
Nelle scuole di architettura (e prima ancora nelle botteghe artigiane del Medioevo e del Rinascimento), l'approccio centrato sul conoscere attraverso il fare ha antecedenti illustri a cominciare dal Bauhaus di Walter Gropius e Ludwig Mies van der Rohe in Germania e di Colin Ward in Inghilterra. Ma la tecnologia cui si faceva riferimento all'inizio del Novecento era inscindibile dall'industria, dalla concentrazione, dall'efficienza e, quindi, dall'inquinamento. Se la trave si misura con il peso da sollevare per essere messa in opera, o lo stampo del guscio sottile con la lunghezza del braccio, è difficile superare la capacità di sopportazione dell'ecosistema. Un foglio di carta oppure una tela di iuta, pur essendo flessibili, diventano stabili e resistenti quando sono tesi; generare una superficie a doppia curvatura, tirando lungo i bordi una membrana sufficientemente elastica, significa minimizzare il consumo di risorse necessarie a coprire uno spazio abitabile. Tutti principi che si capiscono meglio nella pratica che attraverso spiegazioni teoriche. Un elemento di grande attrattiva per quanti partecipano ad un laboratorio di auto-costruzione è l'opportunità di realizzare un pezzo di edificio nelle sue dimensioni effettive, soprattutto per gli studenti di architettura da sempre costretti a misurarsi con le scale della rappresentazione. Il modello o il prototipo in dimensioni ridotte è sempre una astrazione convenzionale che si interpone tra progetto e architettura.
Dagli anni settanta del 1900, l'architetto italiano Giuseppe Cusatelli ha portato avanti le filosofie di autocostruzione tedesca e britannica, dapprima con studenti di architettura, poi con utenti finali, chiamati a costruire la loro stessa casa.
Tra le prime realtà italiane ad introdurre la pratica dell'autocostruzione nel mondo universitario fu invece la facoltà di architettura del Politecnico di Torino; le esperienze pionieristiche nate nell'ambito del corso di Tecnologia dell'architettura tenuto negli anni ottanta da Giorgio Ceragioli si sono in seguito consolidate nel Laboratorio tecnologico di autocostruzione (Latec), dove gli studenti possono esercitarsi nel montaggio dei componenti edilizi disponibili sul mercato in uno spazio opportunamente attrezzato.

## Galleria d'immagini
Esperimenti di auto-costruzione organizzati in collaborazione tra Università di Argentina, Paraguay e Italia.

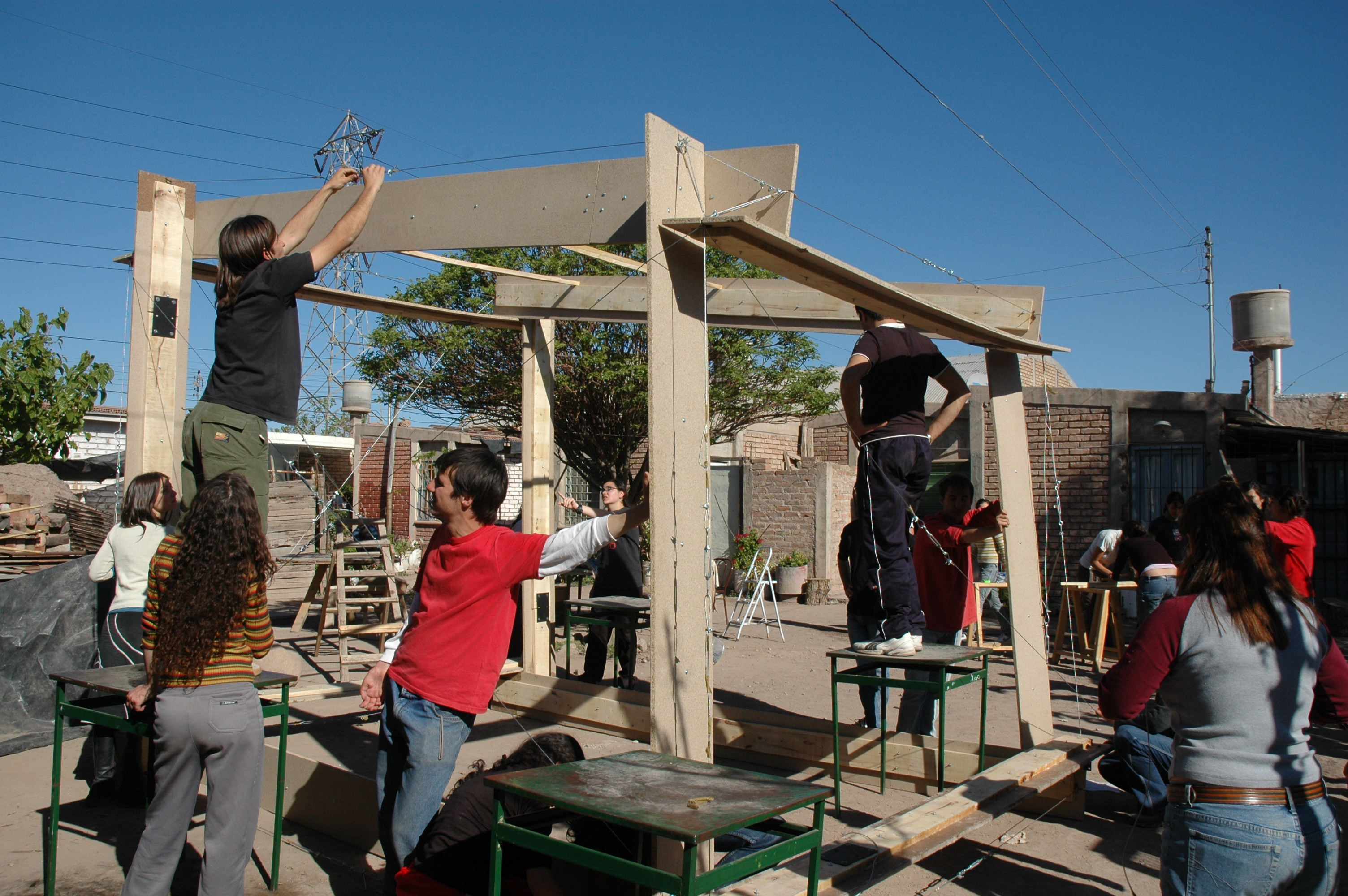
Struttura integra tesa (2006)
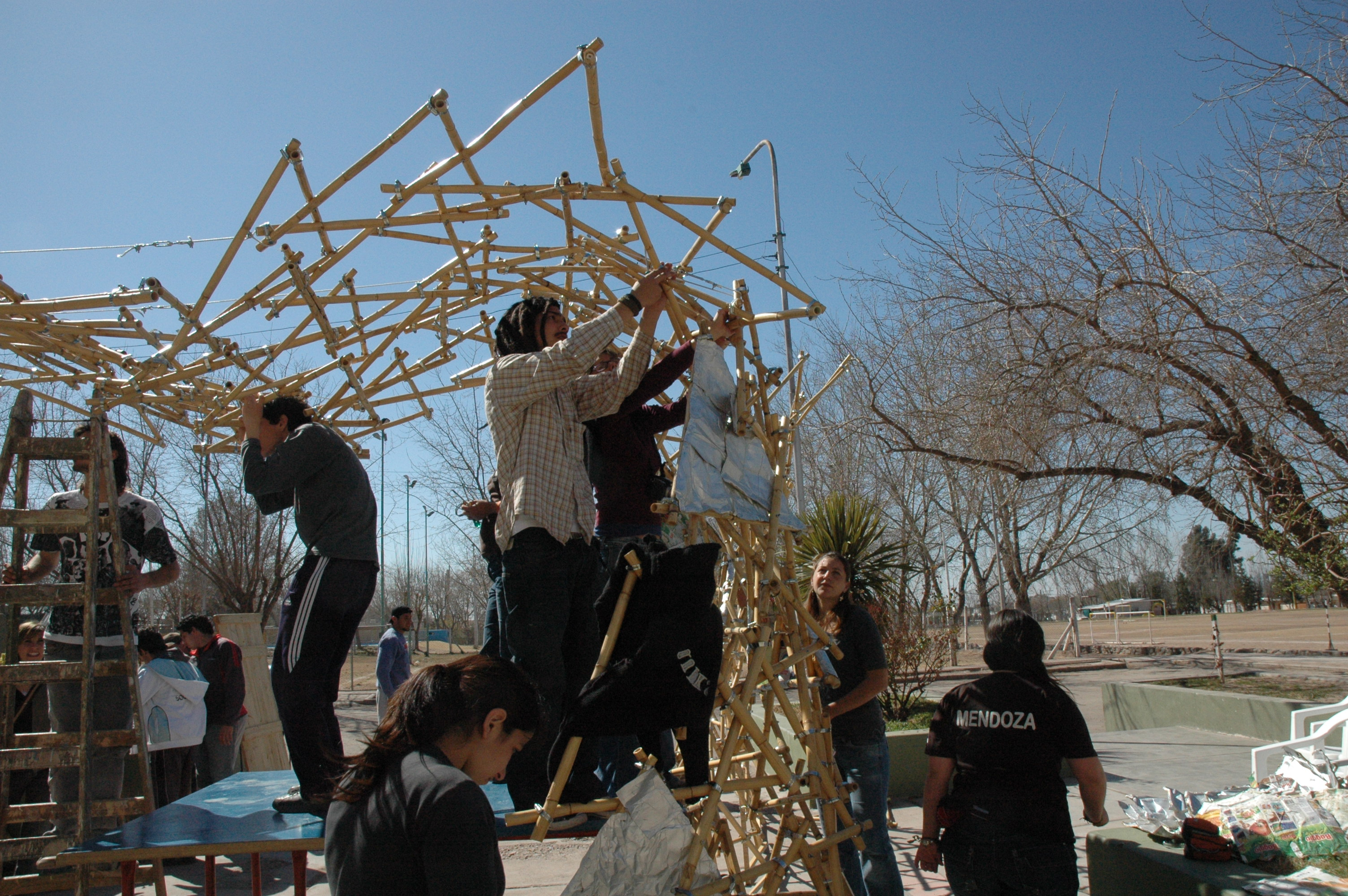
Guscio reticolare (2007)
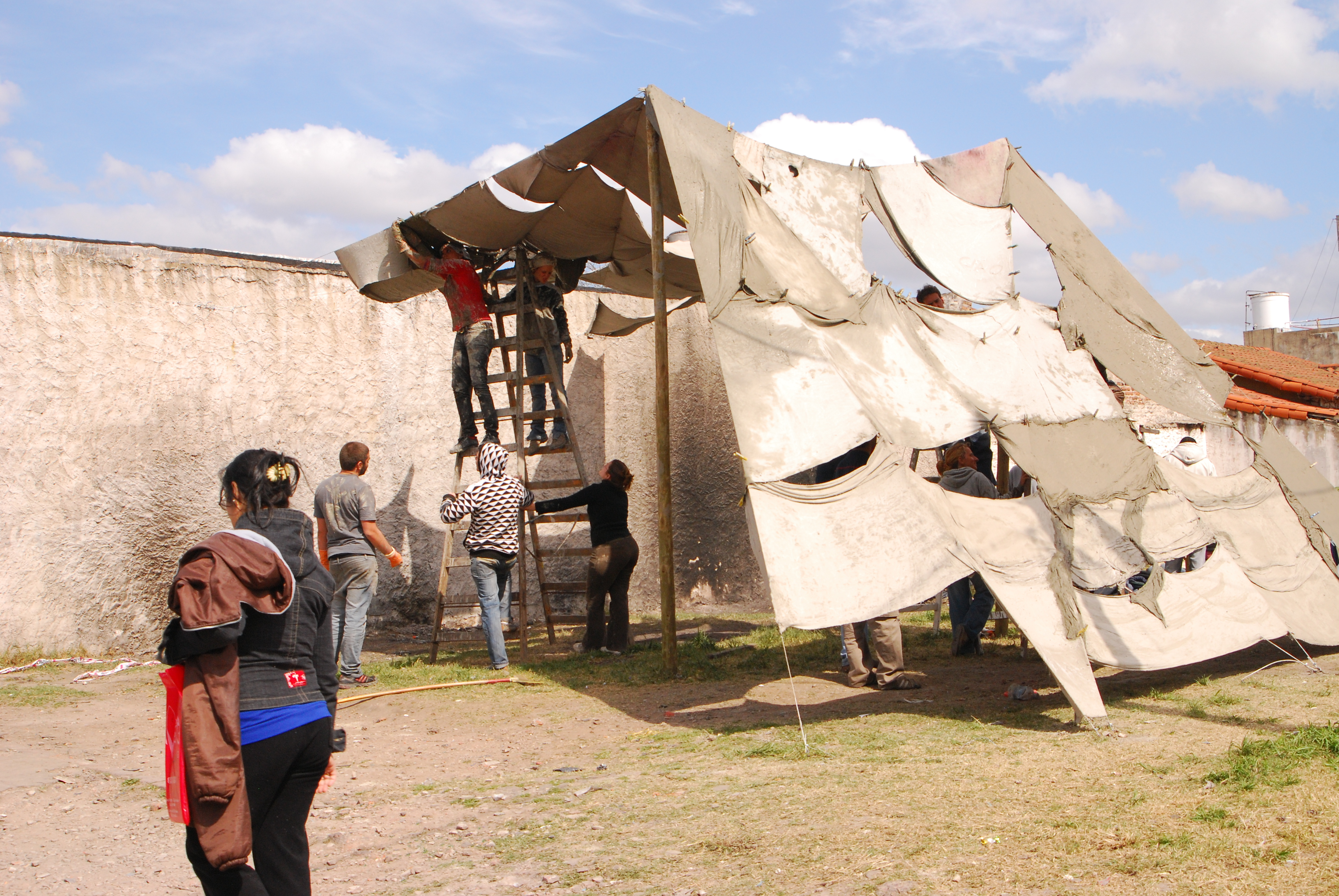
Gusci sottili (2008)